# Charles Joseph d'Argenteau d'Ochain

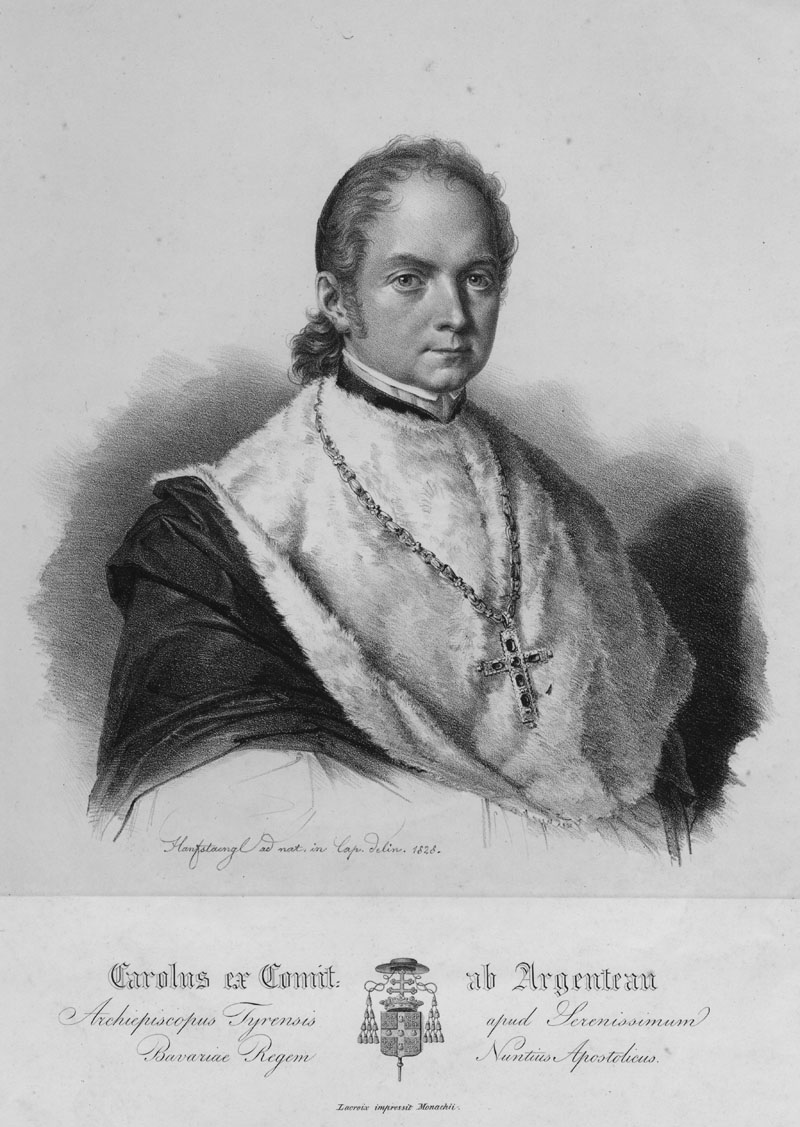
Portret

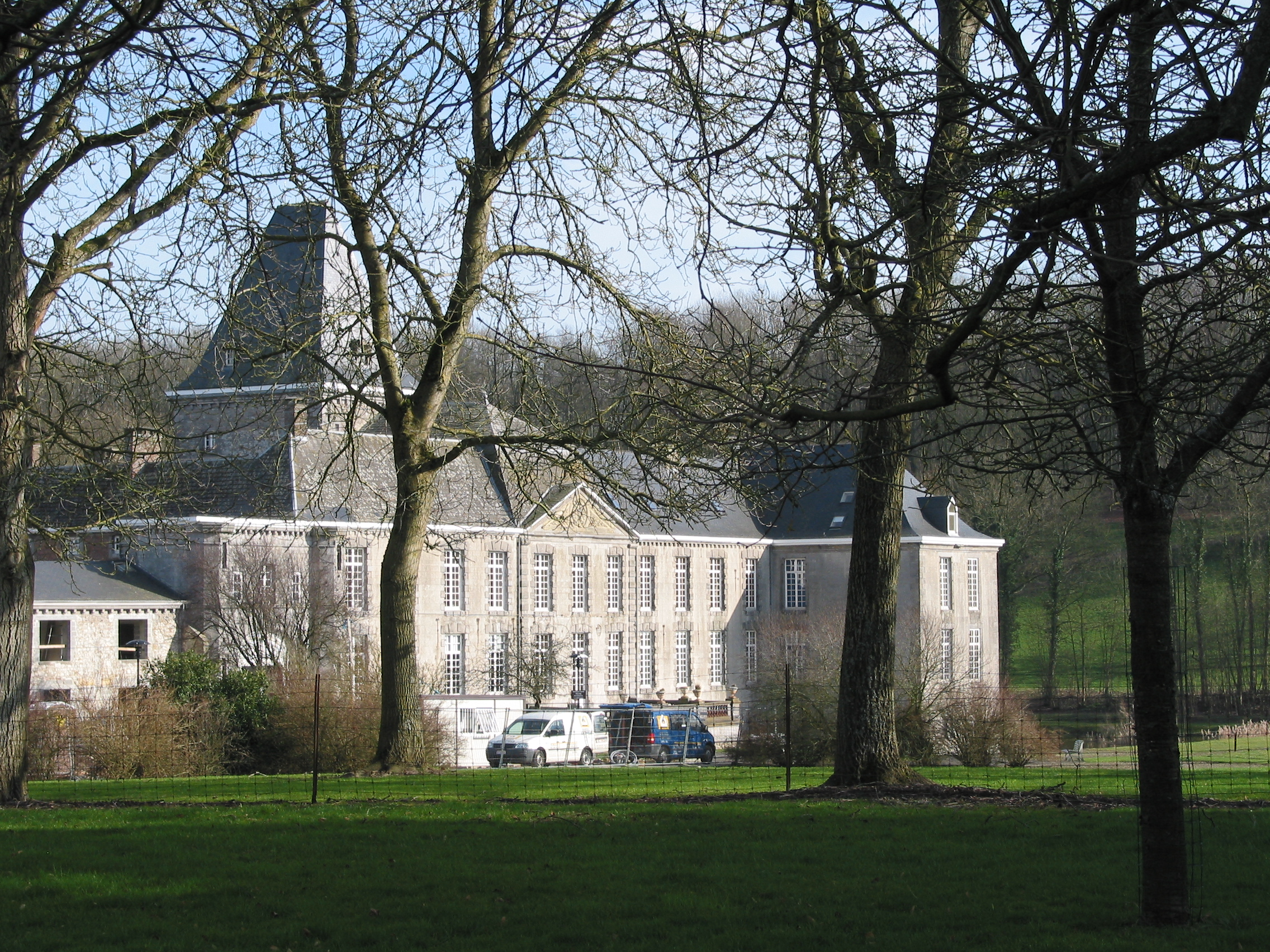
Kasteel van de familied'Argenteau in Ochain

Charles Joseph Benoît d'Argenteau d'Ochain (Luik, 17 maart 1787 - 16 november 1879) was een Zuid-Nederlands militair en aartsbisschop.

## Familie
Hij behoorde tot een familie die als adellijk werd genoteerd in de vijftiende eeuw en was een zoon van Joseph d'Argenteau, heer van Ochain en Dongelberghe, en van Marie-Antoinette de Limburg Stirum. Hij was een broer van graaf François de Mercy-Argenteau.

## Levensloop
Hij begon aan een militaire carrière in het leger van Napoleon I. Hij nam deel aan de campagnes in Rusland, als officier in het hoofdkwartier. Tijdens de moordende terugtocht werd hij getroffen door tyfus. Zijn ordonnans slaagde erin hem veilig doorheen de vijandelijke legers te loodsen, eerst naar Vilna, vervolgens naar Berlijn, waar hij stilaan genas.
Hij hernam dienst en werd kapitein bij de keizerlijke Erewacht. Hij nam deel aan de gevechten aan Franse zijde, tot aan de troonsafstand van Napoleon, waarna hij het leger verliet.
Van 1815 tot 1820 was hij luitenant-kolonel in het Nederlandse leger. In 1816, onder het Verenigd Koninkrijk der Nederlanden, werd hij erkend in de erfelijke adel met de titel graaf, overdraagbaar op alle afstammelingen en werd hij benoemd in de Ridderschap van Luxemburg. Hij werd vleugeladjudant en kamerheer van koning Willem I der Nederlanden. Hij verloofde zich met Cécile de la Tour du Pin, die echter enkele dagen voor het huwelijk aan longtuberculose overleed. Dit bracht er hem toe in 1824 priester te worden.
In 1826 werd hij tot aartsbisschop van Tyr gewijd (in partibus infidelium) en benoemd tot nuntius aan het hof van Beieren, waar zijn broer François ook ambassadeur was geweest. In de nuntiatuur had hij het echtpaar De Coster als zijn dienaars. Ze vroegen hem peter te worden toen hun zoon geboren werd. Het kind werd Charles genoemd, naar zijn peter, en werd later de beroemde auteur van De Legende van Uilenspiegel. Na de dood van de aartsbisschop van Mechelen, de Méan, in 1831, was Mercy-d'Argenteau in de running om de nieuwe aartsbisschop te worden. Maar zijn mondaine reputatie en zijn onkunde van de Nederlandse taal speelden in zijn nadeel, waardoor er voor Engelbert Sterckx werd gekozen.
Mercy-d'Argenteau bleef nuntius in Berlijn tot 1837. In 1838 trok Charles d'Argenteau zich terug in Luik en werd er kanunnik en deken van de kapittelkathedraal. Hij ging wonen in een bescheiden huis gelegen naast de abdij van de benedictinessen op de boulevard d'Avroy.
In zijn legertijd was d'Argenteau vrijmetselaar geworden. In 1809 werd hij lid van de loge La Parfaite Egalité in Luik. In 1811 werd hij tot de graad van Rozenkruiser verheven in het kapittel van zijn Luikse loge.
Het is niet waarschijnlijk dat hij later contacten onderhield met de loges, hoewel hij bekendstond om zijn breeddenkendheid en zijn onafhankelijk karakter. Hij zou, volgens sommige auteurs, de vriendschappelijke contacten met zijn vroegere logebroeders in ere hebben gehouden.